# 환대산업
환대산업(歡待産業, 영어: hospitality industry)은 호텔, 음식 서비스, 카지노, 관광에 제한하지 않고 넓은 범위의 다양한 서비스 산업을 통틀어 부르는 용어이다. 

## 분야

### 숙박
- 호텔
- 모텔
- 휴양지

### 술집, 클럽
- 나이트클럽
- 식당

### 여행, 관광
- 여행사
- 여행 오퍼레이터

## 같이 보기
- 제3차 산업